# Валландигэм, Клемент
Клемент Лейрд Валландигэм (англ. Clement Laird Vallandigham; 1820, Нью-Лисбон, Огайо, США — 1871, Лебанон, Огайо, США) — американский адвокат и политик, лидер фракции Медноголовых Демократической партии США, выступающей против Гражданской войны в США. В течение двух сроков работал в Палате представителей США.

## Биография
Родился 29 июля 1820 года в городе Нью-Лисбон (ныне Лисбон), штат Огайо, в семье Клемента Валландигэма и его жены — Ребекки Лейрд.
Учился в колледже Вашингтона и Джефферсона в городе Кэнонсберг, штат Пенсильвания, откуда за пререкания с директором был уволен в 1841 году. Диплома об образовании он никогда не получал. Получив поддержку от государственного и политического деятеля — Эдвина Стэнтона, а также являясь его коллегой по Демократической партии, Валландигэм начал свою адвокатскую практику в Дейтоне.
Но очень скоро Валландигэм заинтересовался политикой и в 1845 году он впервые был избран в законодательное собрание штата Огайо от Демократической партии, одновременно (в 1847—1849 годах) работая редактором одной из местных газет — Dayton Empire. В 1856 году Клемент Валландигэм участвовал в выборах в Конгресс США, но проиграл. А в следующие выборы 1858 года он с небольшим перевесом голосов оказался в Палате представителей США. Времена Гражданской войны в США были трудными как для рядовых американцев, так и для политических деятелей. На выборах 1860 года он поддержал северного демократа Стивена Дугласа, но это стоило ему места в Палате — избиратели Дейтона, от которого он был избран, отозвали его. В следующий раз в Конгрессе США Валландигэм оказался в 1862 году, где выступал за сохранение Конституции и отмену рабства.

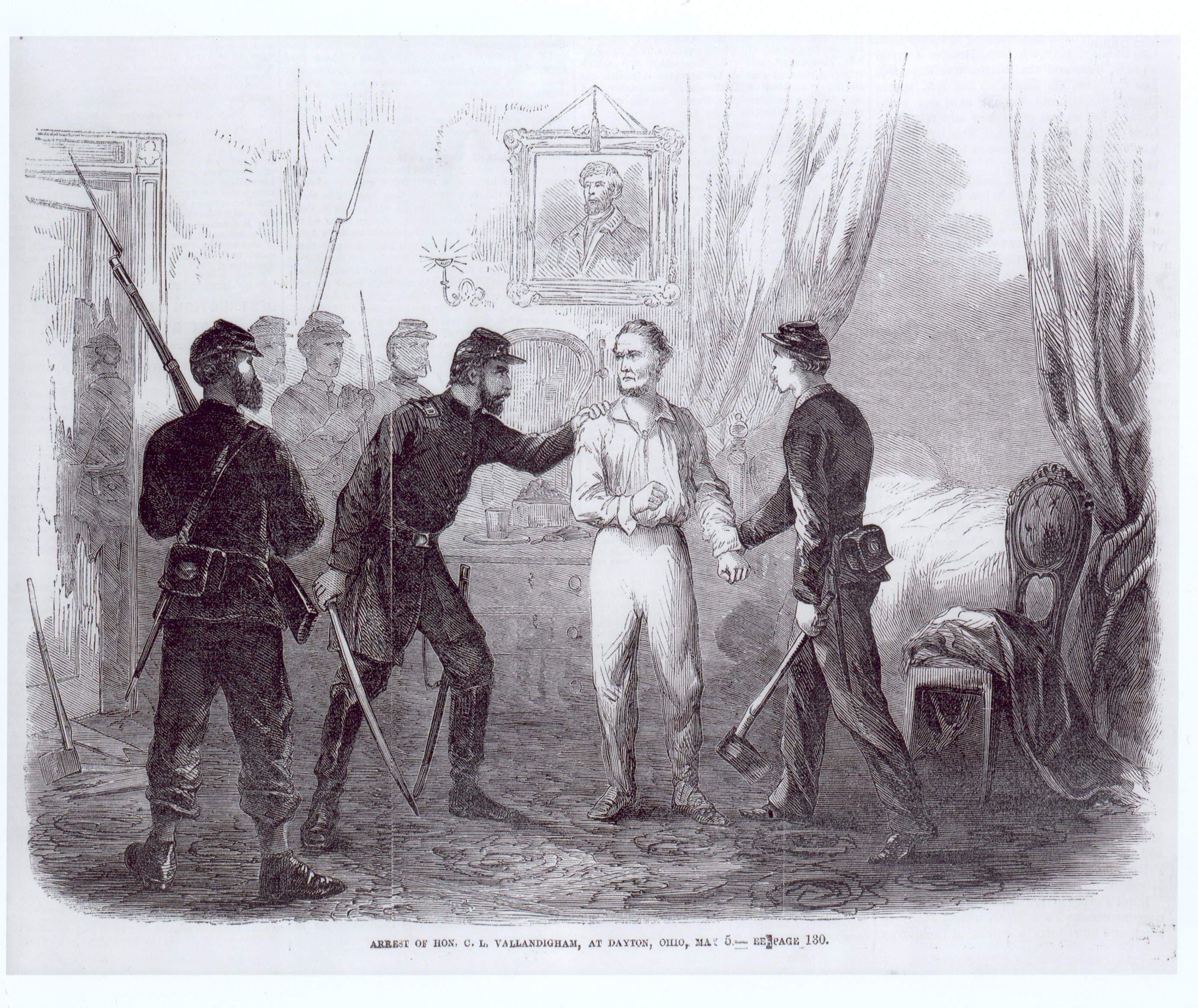
Арест Клемента Валландигэма

После того, как командующий Огайским военным округом генерал Эмброуз Бернсайд подписал Приказ № 38 (англ. General Order Number 38), которым на территории округа запрещались любые действия против правительства, Валландигэм выступил 1 мая 1863 года с оппозиционным заявлением, назвав Линкольна «королём» («King Lincoln»). 5 мая он был арестован, и 7 мая окружным военным судом приговорён к двум годам тюрьмы.
Арест Валландигэма вызвал протесты. Вследствие этого президент Линкольн, понимая, что нахождение в тюрьме такого политика делает из него мученика за дело «мирных демократов», приказал освободить Валландигэма и выслать его на территорию, контролируемую южанами. Там его поместили под домашний арест, но он бежал и через Бермуды добрался до Канады.
Находясь в Канаде, на президентских выборах 1864 года в США, он поддержал Джорджа МакКлеллана, который выступал за прекращение войны и переговоры с Конфедерацией, и даже поприсутствовал на съезде Демократической партии в Чикаго. МакКлеллан выборы проиграл Линкольну и Валландигэм стал отходить от политики. Вернувшись в Огайо, он проиграл в кампании за место в Сенате судье Аллену Турману и в Палату представителей Роберту Шенку. После этого Валландигэм окончательно порвал с политикой и возобновил свою адвокатскую практику.

## Смерть
Погиб в результате трагического случая 17 июня 1871 года в городе Лебанон, штат Огайо, после того, как случайно выстрелил себе в живот из пистолета.
Клемент Валландигэм защищал одного обвиняемого в деле об убийстве им человека в баре отеля Golden Lamb Inn. Валландигэм построил доказательство невиновности на том, что пострадавший сам нечаянно застрелился, доставая пистолет из кармана в неудобном положении. Адвокат захотел наглядно продемонстрировать это в отеле Golden Lamb. Положив другой пистолет себе в карман (полагая, что он не заряжен), Валландигэм, вынимая его, нечаянно выстрелил себе в живот. Он был смертельно ранен и скончался на следующий день от перитонита, а его подзащитный — Томас Макгехэн — был оправдан и освобожден из-под стражи.
Валландигэм был похоронен на кладбище Woodland Cemetery and Arboretum в Дейтоне. У него осталась жена — Луиза Анна (англ. Louisa Anna (McMahon) Vallandigham) и сын Чарльз.

## Источник
- Vallandigham, James L. A Life of Clement L. Vallandigham. Baltimore, MD: Turnbul Brothers, 1872. (англ.)